# Marathon Man
Pour les articles homonymes, voir Le Coureur de marathon.
Pour plus de détails, voir Fiche technique et Distribution.
Marathon Man, ou Le Coureur de marathon (qc), est un film américain réalisé par John Schlesinger, sorti en 1976, et une adaptation du roman homonyme de William Goldman paru un an plus tôt.

## Synopsis
Szell, un ancien criminel de guerre nazi, se trouve à New York afin d'y récupérer un vieux trésor de guerre : des diamants. Sa quête aura des répercussions collatérales sur Thomas Babbington « Babe » Levy, étudiant en histoire et coureur de marathon. Henry « Doc », le frère de ce dernier, qui travaille officiellement dans l'industrie pétrolière, est membre d'une agence secrète du gouvernement américain et a Szell dans sa ligne de mire. Mais la situation va se retourner et « Babe » va devoir courir pour sauver sa peau.

## Fiche technique
- Titre français : Marathon Man ou Le Coureur de marathon[1],[2]
- Titre français : Marathon Man
- Réalisation : John Schlesinger
- Scénario : William Goldman, d'après son roman
- Musique : Michael Small
- Photographie : Conrad L. Hall
- Montage : Jim Clark
- Production : Robert Evans et Sidney Beckerman
- Société de production : Robert Evans Company
- Société de distribution : Paramount Pictures
- Genre : Thriller
- Pays de production:  États-Unis
- Langues : anglais, français, allemand, espagnol et yiddish
- Format : Couleur - Mono - 35 mm - 1.85:1
- Durée : 125 min
- Dates de sortie :
  - États-Unis : 8 octobre 1976
  - France : 22 décembre 1976, 26 mai 2010 (ressortie en salles)
- Public : Film interdit aux moins de 16 ans lors de sa sortie en salles en France[3].
- Affiche : Bill Gold (États-Unis)

## Distribution
- Dustin Hoffman (VF : Michel Bedetti) : Thomas Babbington, dit « Babe », Levy
- Laurence Olivier (VF : André Valmy) : Dr Christian Szell
- Roy Scheider (VF : Gabriel Cattand) : Henry « Doc » Levy
- William Devane (VF : Serge Sauvion) : Peter « Janey » Janeway
- Marthe Keller (VF : elle-même) : Elsa Opel
- Richard Bright (VF : Marc de Georgi) : Karl
- Marc Lawrence (VF : René Arrieu) : Erhard
- Fritz Weaver (VF : François Chaumette) : Professeur Biesenthal
- Jacques Marin (VF : lui-même) : Leclerc
- Ben Dova : Klaus Szell
- Lou Gilbert : Rosenbaum
- James Wing Woo : Chen
- Allen Joseph : le père de Babe et Doc
- Nicole Deslauriers : Nicole
- Tito Goya (VF : Serge Lhorca) : Melendez
- Lotte Palfi Andor : la vieille dame sur la 47e rue
- Fred Stuthman : le vendeur de bijoux tué par Szell
- William Martel (VF : Jacques Dynam) : le garde de la banque
- Tom Ellis (acteur texan) : le journaliste TV
- Raymond Serra : le chauffeur de camion
- Shawn McAllister : le mécanicien (non crédité)
- Treat Williams : un joggeur (non crédité)
- Nathalie Roussel : une cliente au restaurant le Dôme

## Lieux de tournage
- New York
  - Central Park
  - Université Columbia
  - Aéroport international de New York - John-F.-Kennedy
- Paris
  - 1er arrondissement : place Vendôme et Palais-Royal
  - 8e arrondissement : Plaza Athénée
  - 9e arrondissement : opéra Garnier
  - 16e arrondissement : avenue de la Grande-Armée
  - 18e arrondissement : marché aux puces

## Autour du film
- Au commencement du film, des extraits d'images d'archives en noir et blanc montrant Abebe Bikila en train de courir, ce marathonien sert de modèle à Dustin Hoffman[4].

- La réplique « Is it safe? », traduite dans la version française par : « C'est sans danger ? », est perçue[Par qui ?] comme un quiproquo dans la version originale, dont le double sens serait perdu en traduction, puisque le mot safe, qui peut désigner un coffre-fort en anglais, est compris comme signifiant « sans danger » par le personnage de Dustin Hoffman. Cette phrase est répétée plusieurs fois dans le film par Laurence Olivier pendant la scène de torture durant laquelle il perfore avec une perceuse une des incisives du personnage de Dustin Hoffman. Elle a été classée à la 70e place de la liste 100 ans… 100 Répliques du Cinéma de l'American Film Institute.
Cette scène a été écourtée car, lors de la projection-test, le public s'en montra choqué[5],[6]. Le groupe de musique post-industrielle Skinny Puppy a repris cette réplique dans sa chanson Assimilate, qui figure sur l'album Bites sorti en 1985.
- Le personnage de Laurence Olivier est inspiré du docteur Josef Mengele, médecin SS du camp d'extermination d'Auschwitz, qui s'enfuit en Amérique du Sud, où il mourut en 1979[5].
- Une anecdote concerne le dernier jour de tournage : Dustin Hoffman, qui vient de faire un long footing pour paraître épuisé dans le plan qu'il s'apprête à tourner, s'étonne du peu de préparation de Laurence Olivier pour la scène. Ce dernier, imperturbable, lui répond : « Et si vous vous contentiez de jouer ? » Dustin Hoffman, lors de son interview réalisée à l'Actors Studio par James Lipton, nuance ces propos. Étant en instance de divorce, Dustin Hoffman tentait d'oublier ses soucis en se consacrant au travail. Selon lui, Laurence Olivier, qui avait compris son petit jeu, aurait voulu, par cette phrase, lui faire comprendre qu'il savait et qu'il lui apportait son soutien.
- Bien qu'il incarne un étudiant, Dustin Hoffman avait trente-huit ans lors du tournage[6].
- La Steadicam est utilisée pour l'une des premières fois sur le tournage de ce film, puis elle sera de nouveau utilisée pour le film Rocky de John G. Avildsen, tourné la même année. Ainsi que plus tard pour Shining de Stanley Kubrick.
- La scène de torture chez le dentiste dans Marathon Man est évoquée par Raymond Reddington, personnage principal de la série télévisée Blacklist dans le vingtième épisode de la deuxième saison (S2E20 Quon Zhang) lors d'une séance de torture proche infligée à un de ses ennemis.
- Crédité nulle part, l'acteur italien Fabio Testi apparaît en arrière-plan dans une scène de bistrot à Paris.

## Récompenses et nominations
- Golden Globe du meilleur acteur dans un second rôle pour Laurence Olivier en 1977.
- Nomination à l'Oscar du meilleur acteur dans un second rôle pour Laurence Olivier en 1977.
- Nominations aux Golden Globes du meilleur réalisateur pour John Schlesinger, du meilleur acteur pour Dustin Hoffman, du meilleur scénario adapté pour William Goldman, et de la meilleure actrice dans un second rôle pour Marthe Keller en 1977.
- Nomination au BAFTA du meilleur acteur pour Dustin Hoffman en 1977 (à souligner que celui-ci était doublement nommé lors de cette même cérémonie, puisqu'il concourait également pour son rôle dans Les Hommes du président, mais la récompense fut finalement obtenue par Jack Nicholson pour Vol au-dessus d'un nid de coucou).
- David di Donatello du meilleur film étranger en 1977.